# Same Heart
Same Heart är en pop-rock-låt av Mei Finegold. Den representerade Israel i Eurovision Song Contest 2014 i Köpenhamn, och tävlade där i den andra semifinalen. Bidraget framfördes som nummer två i ordningen, efter Malta och före Norge. Trots att bidraget var en av de ursprungliga favoriterna att ta hem tävlingen, tillsammans med bland annat Sverige och Armenien, placerades det näst sist i semifinalen med bara 19 poäng. 